# K+S
K+S AG (voorheen: Kali und Salz GmbH) is de grootste beursgenoteerde leverancier van meststoffen en zoutwinningonderneming ter wereld. De onderneming heeft vestigingen in Europa, Noord-Amerika en Zuid-Amerika, met hoofdkantoor in Kassel (Duitsland).

## Activiteiten
K+S wint zout uit de bodem met gesloten mijnen, waarbij de ontginning van de delfstoffen ondergronds gebeurt, en door water in de ondergrond te pompen. Hierbij lost het aanwezige zout op en het pekelwater wordt naar boven gepompt. In 2020 werd zo'n 35 miljoen ton in Duitsland gewonnen en in Canada en de rest van Europa nog eens 6 miljoen ton. Alleen in Duitsland vindt de winning plaats in gesloten mijnen. Bovengronds wordt het zout verder verwerkt tot eindproducten.
K+S verkoopt een brede range aan zoutproducten. De belangrijkste afnemer is de agrarische sector met een omzetaandeel van 70%. Deze neemt kunstmest af waarin het potas is verwerkt. De industrie is de tweede afnemers, hier wordt een kwart van de omzet gerealiseerd. De overheid is een belangrijke afnemer van strooizout ter bestrijding van gladde wegen in de winter. Ten slotte levert het zout direct aan de consument als tafelzout maar ook als ontharder voor vaatwasmachines en dergelijke.
Binnen de verkopen aan de agrarische sector is Europa de belangrijkste afzetregio. In 2024 werd hier 47% van de omzet gerealiseerd, waarvan 10%-punt in Duitsland. Het omzetaandeel van Azië was 17%, Zuid-Amerika 14% en Noord Amerika 10%.
De business units halen de ruwe zouten kali, potas en magnesium uit zes mijnen in Duitsland, goed voor een jaarlijkse productie van zo'n 7,5 miljoen ton. In Nederland is K+S actief met Frisia Zout B.V.. Dit bedrijf heeft een capaciteit van 1,2 miljoen ton zout per jaar wat wordt gebruikt als strooizout, maar ook in de chemische industrie en voedingsindustrie. Bij dit onderdeel werken 120 medewerkers. In Canada heeft K+S de Bethune mijn in de provincie Saskatchewan. Na een bouwperiode van vijf jaar en een investering van 4,6 miljard dollar werd de mijn officieel in gebruik genomen in juni 2017. Er werken zo'n 400 mensen. K+S kampte met productie- en kwaliteitsproblemen bij de Bethune mijn die de resultaten hebben gedrukt. 
In maart 2020 gaf K+S aan de Amerikaanse activiteiten te verkopen om met de opbrengst de hoge schuldenlast te reduceren. Op 30 april 2021 werd de verkoop van de Amerikaanse activiteiten afgerond. Stone Canyon Industries Holdings en partners hebben hiervoor US$ 3,2 miljard betaald, inclusief de overname van de schulden. Op deze verkoop behaalde K+S een buitengewone bate van € 742 miljoen in 2021.

### Resultaten
In 2020 leed het bedrijf een groot verlies. Dit werd vooral veroorzaakte door een eenmalige afschrijving op diverse bezittingen ter waarde van 1,9 miljard euro. Door de coronapandemie daalde de omzet ook met zo'n 10% en dit leidde tot lagere bedrijfswinsten uit de gewone activiteiten. In 2021 steeg de omzet sterk met name door een stijging van de gemiddelde verkoopprijzen met zo'n 30% ten opzichte van 2020. In 2022 stegen de prijzen verder, een verdubbeling, en dit resulteerde in een recordwinst. In 2023 en 2024 zakten de prijzen weer fors en ook de resultaten.
| Jaar    | Omzet         | Bedrijfs- resultaat | Netto- resultaat | Werknemers (gemiddeld) |
| Jaar    | (× € miljoen) | (× € miljoen)       | (× € miljoen)    | Werknemers (gemiddeld) |
| ------- | ------------- | ------------------- | ---------------- | ---------------------- |
| 2010    | 4633          | -                   | -                | 14.091                 |
| 2015    | 4176          | 716                 | 495              | 14.276                 |
| 2016    | 3457          | 291                 | 174              | 14.446                 |
| 2017    | 3627          | 327                 | 185              | 14.654                 |
| 2018    | 4039          | 165                 | 42               | 14.904                 |
| 2019    | 4071          | 224                 | 89               | 14.693                 |
| 2019(h) | 2550          | 81                  | 27               | 11.153                 |
| 2020    | 2432          | −1893               | −1891            | 11.135                 |
| 2021    | 3213          | 2419                | 2173             | 10.711                 |
| 2022    | 5677          | 2000                | 1508             | 11.097                 |
| 2023    | 3873          | 325                 | 210              |                        |
| 2024    | 5653          | −103                | −67              |                        |

Het aandeel maakt onderdeel uit van de Duitse MDAX aandelenindex.